# Antonio Gómezanda
Antonio Gómezanda (Lagos de Moreno, 3 septembre 1894 – Mexico, 24 mars 1961) est un compositeur et pianiste mexicain.

## Biographie
Gómezanda prend ses premières leçons de musique dans sa ville natale et en 1907, se rend à Mexico pour étudier la médecine. Il abandonne bientôt ses études, pour la musique et est l'élève de Manuel María Ponce et Julián Carrillo au Conservatoire national, où il obtient son diplôme en 1912. Il donne des concerts dans plusieurs villes du Mexique et du Texas et est invité à Paris par José Vasconcelos, où il reçoit le soutien du pianiste Édouard Risler. Ce dernier, au lieu de le prendre comme élève, organiste un concert Salle Érard, lui permettant de se présenter en tant que pianiste et compositeur.
Il se produit en concerts en Espagne, Autriche, Tchécoslovaquie, Hongrie, Italie et en Allemagne, où il est le premier musicien mexicain à se produire à la Beethovensaal de Dresde et avec le Philharmonique de Berlin, dirigé par Richard Hagel. Hagel a également formé Gómezanda à l'écriture pour orchestre. L'influence de Busoni, professeur à Berlin, l'a profondément influencé dans ses orientations artistiques ; notamment dans la Fantasía Mexicana (1922) à l'effectif identique à la Fantaisie Indienne (1913) de l'italien et dans la mouvance de Liszt. À Dresde, Gómezanda dans un de ses concerts, l'a couplée avec la Fantaisie hongroise.
Après son retour au Mexique, alors qu'il enseigne le piano, il écrit ses principales compositions. Parmi plus de trois cents numéros, se trouve notamment des œuvres pour piano et de la musique pour orchestre, ainsi que la musique du film, Fantasía ranchera (1943).
Parmi ses élèves, la pianiste María Teresa Rodríguez.

## Œuvres
- 5 Sonates pour piano
- Kindergarden pianístico
- Fantasía Mexicana pour piano et orchestre, (1922 ; vers. définitive, juin 1947). Création, Mexico, Théâtre Abreu, 21 octobre 1922, le compositeur au piano et l'orchestre sous la direction de Julian Carillo. La version définitive est créée en 1954 en même temps que les danses mexicaines.
- Xiuthtzquilo (fête du feu Aztêque), Ballet 1925. Création à Berlin, au Piscador, 9 février 1928, sur un chorégraphie de Ruth Allerhand (éd. Maurice Senard, 1928 - réduction piano). Gómezanda, hors mis la version pour grand orchestre (création, Washington 1980 sous la direction de Jorge Velazco) a réalisé une version pour orchestre d'harmonie et une autre pour petit ensemble : piano, piccolo, hautbois, trompette, timbales, gong et tambour, utilisé lors de la création berlinoise.
- Seis Danzas Mexicanas pour piano et orchestre (1947) Création, Teatro Degollado, 20 mai 1955, le compositeur au piano et l'orchestre symphonique de Guadelajara sous la direction d'Abel Einsenberg
- Tres Acuarelas pour orchestre
- Lagos, poème pour violoncelle, piano et orchestre (20 juin au 20 juillet 1956) Création, Teatro Degollado, 20 septembre 1956, par le compositeur au piano, le violoncelliste Arturo Xavier Gonzalez et l'orchestre symphonique de Guadelajara, dirigé par José F. Vazquez à qui l'œuvre est dédiée.

## Discographie
- Œuvres pour orchestre : Lagos°/*, Seis danzas mexicanas*, Fantasia Mexicana*, Xiuhtzitzquilo - Alan Marks, piano* ; Wolfgang Boettcher, violoncelle° ; Orchestre symphonique de Berlin, dir. Jorge Velazco (11 avril 1989 et 28-29 mai 1991, Koch International 3-1023-2) (OCLC 725433905)